# Queniborough
Queniborough è un paese di 1 878 abitanti della contea del Leicestershire, in Inghilterra.